# Fallen Arches

Fallen Arches est un film américain de Ron Cosentino sorti en 1998.

## Fiche technique
- Réalisation : Ron Cosentino
- Scénario : Ron Cosentino
- Durée : 100 minutes
- Musique : Rick Giovinazzo

## Distribution
- Carmine Giovinazzo :  Frankie Romano
- Louis Ferreira :  Duke (Robert) Romano
- Karen Black : Lucy Romano
- Peter Onorati :  Charlie
- Richard Portnow :  Nicky Kaplan
- Jan Schweiterman :  Ricky
- Darcy Belsher :  Victor
- Phillip Glasser :  Pete
- John Del Regno :  Leo
- Clint Curtis :  Carlo
- Tamara Braun :  Jenny
- Dave Florek  :  Tony